# Dottor. Jekyll & Mister DJ
Dottor. Jekyll & Mister DJ è il secondo album di Gabry Ponte, pubblicato nel 2004.

## Tracce
1. Figli di Pitagora – 3:45 – (radio edit) ft. Little Tony
2. Depends on You – 4:11
3. Pump Up the Rhythm – 5:20
4. La danza delle streghe – 4:53
5. La bambolina – 5:37 – vs. DJ Maxwell
6. You Will Believe – 4:46
7. A Silvia – 3:54 – ft. Eddy Wata
8. Dottor Jekyll & Mister DJ – 5:44 – (Roberto Molinaro concept)
9. Make Love to You – 4:27
10. Crazy – 3:50
11. Radioattività – 4:43 – ft. Roberto Francesconi
12. Rocksteady Beat – 4:37

Durata totale: 55:47